# BV Garrel
Der BV Garrel (offiziell: BV Garrel e. V.) ist ein Sportverein aus Garrel im Landkreis Cloppenburg. 

## Geschichte
Der Verein wurde am 21. Oktober 1928 gegründet. Das Sportangebot umfasst Fußball, Leichtathletik, Handball und Freizeitgruppen, in denen unter anderem Boxen und Badminton ausgeübt wird.

### Handball
Die Handballerinnen des BV Garrel stiegen im Jahre 2004 erstmals in die Regionalliga Nord auf, mussten aber als Vorletzter direkt wieder absteigen. Im Jahre 2006 gelang der Wiederaufstieg. Vier Jahre später verpasste die Mannschaft die Qualifikation für die neu geschaffene 3. Liga und spielte in der Oberliga Nordsee weiter. Dort wurde der BV Garrel 2011 und 2012 jeweils Vizemeister hinter der zweiten Mannschaft des TV Oyten. 2017 folgte eine weitere Vizemeisterschaft, dieses Mal hinter dem VfL Stade. Ein Jahr später gewannen die Garrelerinnen schließlich die Meisterschaft und stiegen in die 3. Liga auf. Als Tabellenletzter der Saison 2018/19 folgte der direkte Wiederabstieg. Bereits ein Jahr später gelang der erneute Aufstieg in die 3. Liga. Nachdem man in der Saison 2020/2021 lediglich zwei Spiele bestreiten durfte (ein Sieg und eine Niederlage), weil danach durch die Corona-Pandemie die Saison wieder abgebrochen wurde, konnte man in der darauffolgenden Saison den Meistertitel der 3. Liga Staffel A erringen. Das Team von Trainer Jonas Kettmann schloss die Saison mit einem Punktekonto von 31:9 ab.

### Fußball
Die Fußballer des BV Garrel stiegen 1984 erstmals in die Bezirksliga auf und wurden dort vier Jahre später Vizemeister hinter Germania Papenburg. In der Aufstiegsrunde zur Bezirksoberliga Weser-Ems scheiterte die Mannschaft jedoch an Rot-Weiß Visbek. Anschließend fielen die Garreler ins Mittelfeld zurück und mussten 1995 wieder in die Bezirksklasse absteigen. Drei Jahre später gelang der Wiederaufstieg, dem im Jahre 2000 der erneute Abstieg in die Bezirksklasse folgte. Es dauerte wieder drei Jahre bis zum nächsten Klassenwechsel. Die Mannschaft wurde Vizemeister hinter dem SV Holdorf und setzte sich in der Aufstiegsrunde gegen SC Blau-Weiß Papenburg und Blau-Weiß Hollage durch. Im Jahre 2007 stiegen die Garreler in die Kreisliga Cloppenburg ab. Es dauerte sieben Jahre bis zum Wiederaufstieg in die Bezirksliga. Im Jahre 2023 stiegen die von Steffen Bury trainierten Garreler in die Landesliga Weser-Ems auf.
Die Heimspiele werden auf der Sportanlage am Schulzentrum ausgetragen, welches Platz für 1700 Zuschauer bietet. Es wird auf Naturrasen gespielt.

## Persönlichkeiten
- Marieke Blase
- Lisa-Marie Fragge
- Peter Kalafút
- Jens Nerkamp
- Heike Zornow